# Alfred Mercier
Pour les personnes ayant le même patronyme, voir Mercier.
Charles Alfred Mercier, né à McDonoghville (en) (La Nouvelle-Orléans, Louisiane) le 3 juin 1816 et mort à La Nouvelle-Orléans le 12 mai 1894, est un poète, romancier et auteur dramatique américain de langue française.

## Biographie
Issu d’une famille de vieille souche créole et girondine, il passe toute son enfance en Louisiane, puis il est envoyé à l'âge de 14 ans à Paris, où il entre à Louis-le-Grand, puis à la faculté de droit, malgré son goût pour la littérature. En 1838, il rentre à La Nouvelle-Orléans et voyage entre la Louisiane et Boston pour apprendre l'anglais. En 1842, il repart en Europe et séjourne un moment en Italie. À Paris, il fréquente les cercles romantiques et progressistes, et rend compte des événements de 1848 en envoyant des articles en Louisiane. Il se marie, devient docteur en médecine en 1855, puis emmène les siens à La Nouvelle-Orléans, où il commence à exercer sa nouvelle profession. Pendant la guerre de Sécession, il retourne à Paris et tente de persuader la France de se ranger aux côtés des Confédérés. Il retourne en Louisiane en 1868, appauvri, et se lance sur la scène littéraire franco-louisianaise. Il fonde avec quelques autres en 1875 L'Athénée Louisianais (en) pour promouvoir la langue et la culture françaises.
Grand défenseur de la culture francophone contre la domination de l'anglais, il est nommé officier de la Légion d'honneur en 1885. Il écrivait en 1883 : 

« Le jour où l'on cessera de parler le français en Louisiane, si jamais ce jour doit arriver – ce que nous ne croyons nullement – il n'y aura plus de Créoles ; le groupe original et puissant qu'ils formaient dans la grande famille nationale des États-Unis, aura disparu, comme disparaît, avec son goût et sa couleur, le vin que l'on noie dans le fleuve qui passe. »

— Cité par Aimée Beugnot, « La Langue française en Louisiane dans la famille et dans les relations sociales », Premier congrès de la langue française au Canada, Québec, L'Action sociale, 1914, p. 522.

## Publications
- La Rose de Smyrne et l'ermite du Niagara, poésies (1842)
- Biographie de Pierre Soulé, sénateur à Washington (1848)
- Du Panlatinisme, nécessité d'une alliance entre la France et la Confédération du Sud (1863)
- La Fièvre jaune, sa manière d'être à l'égard des étrangers à La Nouvelle-Orléans et dans les campagnes, quelques mots sur son passé et son avenir en Europe, lettres adressées à la Gazette des hôpitaux de Paris (1860)
- Le Fou de Palerme, roman (1873)
- La Fille du prêtre, roman (1877)
- Étude sur la langue créole en Louisiane (1880)
- L’Habitation Saint-Ybars, ou Maîtres et esclaves en Louisiane, roman (1881) Texte en ligne
- Émile des Ormiers (1886)
- Fortunia, drame (1888)
- Johnelle, roman (1891)
- Hénoch Jédésias, ou les Mystères de New York, roman (1892)